# Жералдино, Жуан Педро
Жуан Педро Жералдино дос Сантос Галван (порт. João Pedro Geraldino dos Santos Galvão; 9 марта 1992, Ипатинга) — итальянский и бразильский футболист, полузащитник английского клуба «Халл Сити».

## Биография
Жуан Педро родился в семье плотника и домохозяйки. Помимо него у семьи было ещё три брата, один из которых, Жордан, также стал футболистом.
Он начал карьеру в клубе «Атлетико Минейро», куда перешёл в апреле 2006 года. 23 мая 2010 года он дебютировал в основном составе команды в игре с «Атлетико Паранаэнсе», выйдя на замену на 85 минуте встречи. А через три дня он дебютировал в стартовом составе команды в игре с «Гремио». После этого дебюта, главный тренер команды, Вандерлей Лушембурго, стал доверять молодому игроку. Он же перевёл его с позиции второго форварда в атакующие полузащитники.
28 августа 2010 года итальянский клуб «Палермо» заинтересовался молодым бразильцем. Два дня спустя с ним был заключён контракт на 5 лет с заработной платой в 200 тыс. евро за сезон. 16 сентября он дебютировал в составе команды в матче Лиги Европы с пражской «Спартой», заменив Николу Ригони.
28 августа 2011 года дебютировал за «Пеньяроль» в гостевой игре Апертуры чемпионата Уругвая против «Серро-Ларго». Жуан Педро сыграл 66 минут и был заменён на Родриго Пасторини.
26 сентября 2024 года Педро подписал однолетний контракт с клубом «Халл Сити» с опцией продления еще на двенадцать месяцев.

### Личная жизнь
28 сентября 2010 года Жуан Педро женился на девушке Алине.

## Достижения
- Вице-чемпион Уругвая: 2011/12
- Обладатель Рекопы: 2012
- Обладатель Кубка Бимбо: 2012